# Il pranzo della domenica (programma televisivo)
Il pranzo della domenica è un programma televisivo italiano in onda la domenica alle 10.00 su Canale 5, condotto da Elenoire Casalegno e Gualtiero Marchesi fino al 17 dicembre 2017.

## Il programma
Il format si presenta come una sfida tra uno chef amatoriale che si mette alla prova presentando un menu a una giuria composta da tre chef e docenti dell'ALMA, la Scuola Internazionale di Cucina Italiana di cui Gualtiero Marchesi è rettore con sede nella Reggia di Colorno, in provincia di Parma.
I giudici sono Matteo Berti, Tiziano Rossetti e Bruno Ruffini.

## Edizioni
| Edizione | Rete     | Inizio           | Fine             | Conduttrice        | Chef co-conduttore |
| -------- | -------- | ---------------- | ---------------- | ------------------ | ------------------ |
| 1ª       | Canale 5 | 7 febbraio 2016  | 13 marzo 2016    | Elenoire Casalegno | Gualtiero Marchesi |
| 2ª       | Canale 5 | 9 aprile 2017    | 21 maggio 2017   | Elenoire Casalegno | Gualtiero Marchesi |
| 3ª       | Canale 5 | 19 novembre 2017 | 17 dicembre 2017 | Elenoire Casalegno | Davide Scabin      |